# 大沢基宿
大沢 基宿（おおさわ もといえ）は、安土桃山時代から江戸時代前期にかけての武将・旗本。諱は基宥とも。通称は兵部。官位は正四位下・左近衛中将、兵部大輔。

## 生涯
大沢基胤の長男として誕生した。生母は木寺宮の娘。
永禄12年（1569年）、父・左衛門佐基胤が徳川家康による遠江国侵攻の一端で居城堀江城を攻められた。頑強な抵抗を示し続けた末に、勧告を受け入れて服属。幼かった基宿は、徳川配下の子として成長し、のちに小牧・長久手の戦いなどに従軍する。
天正16年（1588年）3月、従五位下侍従・兵部大輔に叙任される。関ヶ原の戦い後、遠江敷知郡堀江村など六ヵ村で1550石を賜る。慶長6年（1601年）、従四位下に昇進する。慶長8年（1603年）2月12日、徳川家康の将軍宣下に際し、その式典に関してを公家二条康道と相談する。事実上、高家として働いたものと考えられており、職務としての「高家」の始まりといえる。その後も朝鮮や琉球からの使者の謁見に際し、披露の役割を担当する。なお、江戸幕府が「高家」という職名を使用し始めるのは、元和・寛永期頃のようである。
一説には、慶長13年（1608年）12月24日、吉良義弥と大沢基宿は高家職に就任したという。なお、高家的な役割を担うようになった要因としては、基宿の生母の家柄に理由があると考えられる（木寺宮とは、後醍醐天皇の兄後二条天皇の子邦良親王を始祖とする皇族である）。
慶長14年（1609年）9月23日、右近衛少将に昇進する。その後、正四位下・左中将にまで昇進する。慶長10年（1605年）6月28日、父基胤は死去、80歳であった。寛永9年（1632年）9月12日、隠居し、長男基重に家督を譲る。隠居後は真松斎と号する。寛永19年（1642年）1月25日、堀江において死去、享年76。

## 系譜
子女は4男2女。その他に養子1人あり。
- 父：大沢基胤
- 母：木寺宮娘
- 正室：一条信龍娘
  - 長男：大沢基重
- 生母不明の子女
  - 次男：持明院基定
  - 三男：大沢基成
  - 四男：大沢基近
  - 女子：山名豊政正室
- 養子
  - 男子：大沢基賀 - 渡辺忠の七男

長男基重は大沢家を相続し、次男基定は公家持明院基久の養子となり、三男基成は分家して旗本になり、四男基近は分家して徳川頼宣の家臣になった。娘の1人は、山名豊政室となっている。なお、大坂夏の陣に際し、持明院基久・基征父子は、豊臣秀頼を支持し、戦死していた。